# Lucien Dautresme
Lucien Dautresme (Elbeuf sur Seine, 21 de maig de 1826 - París, 18 de febrer de 1892) fou un polític i compositor musical francès. Estudià a l'Escola Politècnica i de 1846 a 1848 fou enginyer de la marina, ofici que abandonà ben aviat per a dedicar-se a la música. Estrenà amb èxit diverses obres i feu crítica musical al París-Magazine.
Quan era força conegut com a compositor, presentà candidatura a diputat (1871), però no fou elegit fins al 1876 i reelegit el 1877, 1881 i 1885. Políticament independent, votava tan aviat amb el partit oportunista com amb l'esquerra radical. El 1885 fou ministre de Comerç amb Brisson, el 1887 tingué la mateixa cartera en el gabinet de Rouvier i s'ocupà activament d'organitzar l'Exposició Universal. Per acabar, fou novament diputat el 1889 i senador el 1891.
A més de les nombroses melodies vocals, va escriure les obres següents:
- Sous les charmilles (1862);
- Le bon temps (1863);
- Cardillac, que fou representada amb extraordinari èxit l'11 de desembre de 1867, el mateix dia que el seu autor entrava a la presó per haver bufetejat en M. Carvalho, director del teatre Líric, al qual feia responsable de l'endarreriment sofert en la representació de l'obra.

L'incident, que costà a Dautresme sis mesos de presó, degué decidir-lo a deixar la música, perquè Cardillac fou l'última obra que va escriure.